# لويس منديز
لويس منديز (بالإسبانية: Luis Méndez)‏ (مواليد 1 ديسمبر 1969) هو ملاكم أوروغواياني، مثّل بلاده في الألعاب الأولمبية الصيفية 1992.

## روابط خارجية
لويس منديز على موقع أوليمبيديا (الإنجليزية)